# 117
Évszázadok: 1. század – 2. század – 3. század
Évtizedek: 60-as évek – 70-es évek – 80-as évek – 90-es évek – 100-as évek – 110-es évek – 120-as évek – 130-as évek – 140-es évek – 150-es évek – 160-as évek
Évek: 112 – 113 – 114 – 115 –  116 – 117 – 118 – 119 – 120 – 121 – 122

## Események

### Római Birodalom
- Quintus Aquilius Nigert (helyettese L. Cossonius Gallus) és Marcus Rebilus Apronianust (helyettese P. Afranius Flavianus és Cn. Minicius Faustinus) választják consulnak.
- Mezopotámiában Traianus császár felhagy Hatra ostromával.
- Traianus a tapasztalt hadvezért, Lusius Quietust nevezi ki Júdea kormányzójának, hogy leverje a zsidók lázadását. Quietus megostromolja és elfoglalja Lyddát, a lázadókat - köztük a felkelés két vezérét, Julianust és Pappust - pedig kivégezteti.
- Quintus Marcius Turbo felszámolja a zsidók lázadását Egyiptomban és Cipruson is.
- Traianus megbetegszik, állapota hónapokon keresztül fokozatosan súlyosbodik. Visszaindul Itáliába, de útközben a ciliciai Selinusban meghal. Halálos ágyán örökbe fogadja és utódjának nevezi ki Hadrianust.
- A Római Birodalom eléri legnagyobb területi kiterjedését.
- Hadrianus békét köt a pártusokkal és a háború előtti állapotnak megfelelően visszaadja a védhetetlennek ítélt Mezopotámiát és Adiabénét, Örményország és Oszroéné királyságait pedig a korábbi feltételekkel visszaállítják. Örményország élére a pártus I. Vologaészész kerül.
- Hadrianus mentesíti az orvosokat az adófizetés és a katonai szolgálat alól.[1]

## Születések
- Aelius Aristides, görög szónok

## Halálozások
- augusztus 8. – Traianus, római császár
- Caius Julius Quadratus Bassus, római politikus és hadvezér
- Epheszoszi Hermioné, keresztény mártír

## Fordítás
- Ez a szócikk részben vagy egészben  az   AD 117 című angol Wikipédia-szócikk ezen változatának fordításán alapul.  Az eredeti cikk szerkesztőit annak laptörténete sorolja fel. Ez a jelzés csupán a megfogalmazás eredetét és a szerzői jogokat jelzi, nem szolgál a cikkben szereplő információk forrásmegjelöléseként.